# Bocanovice (Boconowice)
Bocanovice (Boconowice) – przystanek kolejowy w Boconowicach w kraju morawsko-śląskim, w Czechach na adresie Bocanovice 18. Znajduje się na wysokości 417 m n.p.m.

## Historia
Przystanek kolejowy zlokalizowany na zboczu wzniesienia został otwarty w 1871 roku gdy doprowadzono do niej kolej Koszycko-Bogumińską. Na północnym peronie zbudowano niewielki ceglany budynek stacyjny mieszczący czynną poczekalnię i kasę biletową. Przystanek posiada dwa perony oraz murowane wiaty. Obok przystanku znajduje się przejazd kolejowy z automatycznymi zaporami. W 2009 roku przystanek został zmodernizowany i posiada dwujęzyczną nazwę, gdyż ponad 10% mieszkańców gminy to przedstawiciele mniejszości polskiej.